# Ghiacciaio Byway
Il ghiacciaio Byway  (in inglese Byway Glacier) è un ghiacciaio situato sulla costa di Loubet, nella parte occidentale della Terra di Graham, in Antartide. Il ghiacciaio, il cui punto più alto si trova 1.603 m s.l.m., fluisce verso ovest fino ad unirsi al flusso del ghiacciaio Erskine poco a sud-ovest del picco Aleksandrov.

## Storia
Il ghiacciaio Byway è stato mappato dal British Antarctic Survey, che all'epoca si chiamava ancora Falkland Islands and Dependencies Survey, grazie a fotografie aeree scattate dalla Hunting Aerosurveys Ltd nel 1955-57. Il ghiacciaio è stato poi così battezzato, nel 1958, dal Comitato britannico per i toponimi antartici poiché la rotta da seguire con le slitte lungo questo ghiacciaio non era così comoda come quella, che poi era la principale, lungo il ghiacciaio Erskine  (in inglese con "byway road" si indica una strada di campagna piuttosto dissestata, poco più larga di un sentiero).